# Volker Zack

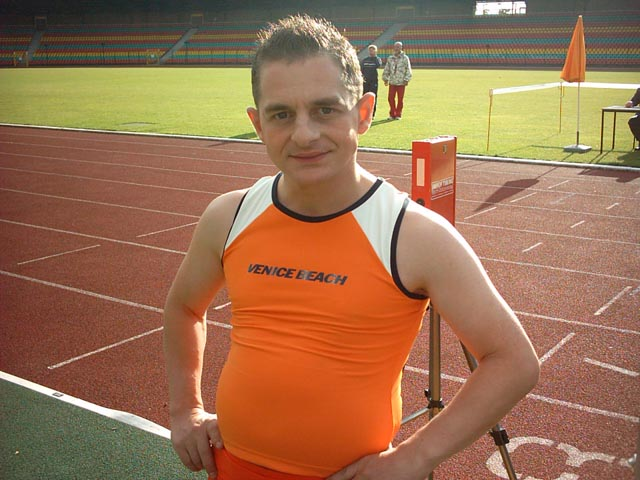
Zack beim Dreh seiner Comedy-Serie Zack! Comedy nach Maß (Staffel 1, 2004)

Volker Zack (* 31. Januar 1971 in Dresden als Volker Jablinski, bürgerlich: Volker Möller, früherer Name Volker Michalowski) ist ein deutscher Schauspieler, Musiker und Komiker.

## Leben
Volker Zack ist der Sohn eines Beton-Ingenieurs und wuchs in Dresden-Wilder Mann auf. In seiner Jugend weigerte er sich, der FDJ beizutreten. Durch seinen Vater erhielt er einen Ausbildungsplatz als Instandhaltungsmechaniker bei dessen Arbeitgeber, dem VEB BMK Kohle und Energie. Mit seinen Freunden gründete er im Jahr 1989 eine Punk-Band namens Fehlschicht, die vereinzelt in kirchlichen Räumen auftreten konnte.
Im Jahr 1989 wurde er dreimal vom Ministerium für Staatssicherheit verhaftet: Am 13. Februar zu Beginn eines Protestes gegen eine offizielle Rede zum Jahrestag der Luftangriffe auf Dresden, Anfang Juni bei einem Protest gegen das Tian’anmen-Massaker und am 6. Oktober bei einer Demonstration zum 40. Jahrestag der DDR. Infolge der letztgenannten Beteiligung wurde Zack in das Gefängnis Bautzen I gebracht, wo er drei Tage lang festgehalten wurde.
Zack verschrieb sich dem Pazifismus; er engagierte sich in der Jungen Gemeinde und stand mit der Kirche von Unten in Kontakt. Nachdem sein Antrag auf Kriegsdienstverweigerung genehmigt wurde, leistete er seinen Zivildienst in einer Einrichtung für körperbehinderte Menschen ab.
Von 1990 bis 1992 nahm Volker Zack Schauspielunterricht bei Falk Weselski und studierte von 1996 bis 2001 an der Hochschule für bildende Künste Hamburg. 2003 nahm er an einem Schauspielkurs der Filmakademie Ludwigsburg teil. Ab Januar 2005 strahlte der Fernsehsender Sat.1 seine Comedyshow Zack! Comedy nach Maß aus, die in vier Staffeln bis 2008 produziert wurde.
Neben seiner Comedy-Rolle im Privatfernsehen spielte er in mehreren Filmen der Fernseh-Kriminalreihe Tatort mit und ist außerdem im Kino und Theater zu sehen. Im St. Pauli Theater wirkte er in mehreren Theaterstücken mit, 2006 als Schriftexperte in dem Film Das Leben der Anderen und in der Festspielsaison 2007 der Bad Hersfelder Festspiele spielte er den Narren Probstein in Shakespeares Komödie Wie es euch gefällt.
2009 spielte er eine kleine Rolle in Quentin Tarantinos Film Inglourious Basterds. Wiederholt war er Teil des Schauspielcasts in Filmen von Wes Anderson.
Ab 2012 wirkte Zack an der SWR-Kinderprogramm-Produktion Motzgurke-TV mit, wo er den stets schlecht gelaunten Hausmeister Hartmut Griesgrämer spielt, der von den Kindern der Nachbarschaft hinter seinem Rücken nur „die Motzgurke“ genannt wird.
Seit 2014 spielt er an der Comödie Dresden die Hauptrolle von Johannes Pfeiffer im Stück Die Feuerzangenbowle.
Nicht nur sein schauspielerisches Können, sondern vor allem seine geringe Körpergröße von 1,56 m prädestinierten ihn 2015 für die Bühnenrolle des Egon Olsen in dem Bühnenstück zur Filmreihe Die Olsenbande im Boulevardtheater Dresden. Am 3. März 2017 eröffnete er in der Rolle des Agitator in Bertolt Brechts und Hanns Eislers Die Maßnahme das Brechtfestival 2017.
Gemeinsam mit Mathias Schlung, Bürger Lars Dietrich und Tanja Wenzel stand er 2012 in Dietrichs Demokratische Republik auf der Bühne.
Im Jahr 2016 nahm er an der 149. Ausgabe der ARD-Quizsendung Wer weiß denn sowas? an der Seite von Teamkapitän Bernhard Hoëcker teil.
2023 spielte Zack bei den Karl-May-Spielen Bad Segeberg die Rolle des Sam Hawkens
.
Im Februar 2024 hatte das Stück Die Olsenbande wechselt die Windeln am Boulevardtheater Dresden Premiere, in welchem er wieder die Rolle des Egon Olsen übernahm und dessen Buch er zusammen mit Thomas Kaufmann schrieb.
In der Saison 2024 spielt Volker Zack in Bad Segeberg bei den Karl May Festspielen im Stück „Winnetou II – Ribanna und Old Firehand“ den Westmann Tante Droll.
Am 18. Januar 2025 erhielt Zack im Rahmen der 200. Vorstellung von Die Feuerzangenbowle den Wall-of-Smile-Stern der Comödie Dresden, mit dem Künstlerinnen und Künstler ausgezeichnet werden, die sich in besonderer Weise für den Boulevard in Dresden engagiert haben.

## Privates
Seinen Spitznamen „Zack“ erhielt er von einem ehemaligen Russischlehrer, der ihn einer Figur der Oper Hoffmanns Erzählungen entlieh.
In seiner ersten Ehe hieß er Volker Michalowski. Im April 2021 heiratete Zack die Rostocker Schauspielerin Berit Möller und heißt seither Volker Möller, tritt beruflich aber unter dem Namen Volker Zack auf. Zack lebt in Hamburg und ist seit 2020 Vater.

## Musikalische Projekte
- 1987–1989: The Duosan Rapids (Amateur-Punk)
- 1989–1993: Fehlschicht (Punkrock)
- 1994–1997: Weltfrieden (Deutschpop)
- 1995–1999: Pornopop (Rock)
- seit 1993: Heinz-Krämer-Werner-Hornig-Sextett (Chanson)

## Filmografie

### Kino
- 1999: In the air tonight (Kurzfilm)
- 2000: Kein Frühstück in Schadewohl
- 2001: Islandfalken
- 2002: Unendliche Sekunden
- 2003: Vollmilch
- 2003: Kleiner Matrose
- 2004: Der Rote Kakadu
- 2004: Neuschwanstein Conspiracy
- 2005: The Piano Tuner of Earthquakes
- 2005: Martha und der fliegende Großvater
- 2006: Das Leben der Anderen
- 2006: Heiratsschwindlerin mit Liebeskummer
- 2007: In Formatica (Hauptrolle)
- 2009: Inglourious Basterds
- 2010: 3faltig
- 2010: Rennschwein Rudi Rüssel – Rudi rennt wieder
- 2011: Die Sonne, die uns täuscht 2 (Utomljonnyje solnzem 2 – Tsitadel / Цак Михалковский)
- 2011: Die Superbullen
- 2012: Ludwig II.
- 2014: Grand Budapest Hotel (The Grand Budapest Hotel)
- 2014: Quatsch und die Nasenbärbande
- 2015: Tod den Hippies!! Es lebe der Punk
- 2015: Schmidts Katze
- 2016: König Laurin
- 2016: Salt and Fire
- 2018: Jim Knopf und Lukas der Lokomotivführer
- 2020: Die Känguru-Chroniken
- 2020: Jim Knopf und die Wilde 13
- 2022: Die Känguru-Verschwörung
- 2025: Der phönizische Meisterstreich (The Phoenician Scheme)

### Fernsehen
- 1999: Eine starke Familie
- 2003: Die Wachmänner
- 2003: Crazy Race
- 2004: Großstadtrevier – Kaltes Kind
- 2004: Der letzte Zeuge
- 2004: Crazy Race 2 – Warum die Mauer wirklich fiel
- 2005: SOKO Wismar – Feuerteufel
- 2005: Tatort – Feuerkämpfer
- 2005: Abschnitt 40
- 2005: Heil Hitler, das Schwein ist tot! – Humor unterm Hakenkreuz
- 2005: Alles auf Anfang
- 2005–2008: Zack! Comedy nach Maß
- 2006: Geile Zeiten
- 2006: Tatort – Mann über Bord
- 2007: Hochzeit um jeden Preis
- 2007: Schillerstraße (Folge 103)
- 2007: Tatort – Der Traum von der Au
- 2007/2008: African Race – Die verrückte Jagd nach dem Marakunda
- 2008: Ein Job
- 2009: Schneewittchen
- 2010: Ein Haus voller Töchter (zwei Folgen)
- 2011: In aller Freundschaft – Osterüberraschung
- 2011: Anna und die Liebe (drei Folgen)
- 2011: Jorinde und Joringel
- seit 2012: Motzgurke.tv
- 2012: Schneeweißchen und Rosenrot
- 2014: Jetzt wird’s schräg (eine Folge)
- 2014: Die perfekte Minute (eine Folge)
- 2015: Sedwitz
- 2016: 1000 Mexikaner
- 2016: Heldt (eine Folge)
- 2018: Tanken – mehr als Super
- 2019: Ein himmlisch fauler Engel (Fernsehfilm)
- 2021: Comedy Märchenstunde[13]
- 2022: Straight Outta Crostwitz (Miniserie)
- 2023: In aller Freundschaft – Hilfe in der Not
- 2024: Dein perfektes Jahr
- 2024: Die Pfefferkörner – Stinkbombe
- 2025: Nord bei Nordwest – Fette Ente mit Pilzen

## Theater
- 2012: Dietrichs Demokratische Republik
- 2014: Spuk unterm Riesenrad (Boulevardtheater Dresden)
- seit 2014: Die Feuerzangenbowle (Comödie Dresden)[14]
- 2015: Die Olsenbande dreht durch (Boulevardtheater Dresden)
- 2017: Die Maßnahme (Eröffnung Brechtfestival 2017)
- 2018/2019/2022: Störtebeker Festspiele (Naturbühne Ralswiek)
- 2023/2024: Karl-May-Spiele Bad Segeberg
- 2024: Die Olsenbande wechselt die Windeln (Boulevardtheater Dresden)

## Hörspiele
- 2014: Max Urlacher: Flaschenpost aus dem All – Regie: Angeli Backhausen (Kinderhörspiel – WDR)